# Rodonita
La rodonita o pajsbergita es un mineral del grupo de los silicatos, subgrupo inosilicatos, y dentro de estos pertenece a los piroxenos. Químicamente es un silicato de manganeso, en el que este último puede estar sustituido por hierro, magnesio o calcio en series de solución sólida con otros minerales. En la variedad fowlerita el manganeso es sustituido por cinc.
Se presenta en masas espáticas granuladas o en granos diseminados, muy raramente en cristales tabulares. Color rosa rojizo característico, pero que puede cambiar a marrón-negro cuando queda expuesto a la intemperie.
Descrita en 1819 por el mineralogista Christoph Friedrich Jasche de Ilsenhourg , su nombre viene del griego rodon, que significa color rosa-colorado. Sinónimos en español muy poco usados son: hermannita y hidropita.

## Ambiente de formación
Se forma como un producto primario de alteración en depósitos hidrotermales y de metamorfismo de contacto o regional, asociado con bustamita.
Se presenta también en gneises, pizarras y rocas sedimentarias. En estratos, lentejones y lechos sedimentarios a veces de gran extensión.
Suele tener como asociados a minerales negros del manganeso y pirita, y a veces también con calcita, microclina y piromanganita.

## Localización, extracción y uso
Se extrae en yacimientos importantes de montes Urales (Rusia), Broken Hill (Australia), Langban (Suecia), Brasil y varios sitios de Estados Unidos. En España se localizan yacimientos en Valverde del camino y Calañas (Huelva) y en varias localidades de Badajoz.
Se emplea en grandes masas como piedra ornamental, incluso algunos ejemplares son tallados y usados como joya semipreciosa. También se ha usado como mena de manganeso comercialmente rentable.